# The Archaeology of Ritual and Magic
The Archaeology of Ritual and Magic (in lingua italiana: archeologia della magia) è un'opera letteraria di Ralph Merrifield pubblicata nel 1987.
Si tratta di un filone dell'archeologia tradizionale che si occupa dello studio delle pratiche magiche nelle culture umane del passato, con particolare attenzione alle loro relazioni con l'ambiente circostante, mediante la raccolta, la documentazione e l'analisi delle tracce materiali che sono state tramandate fino a noi (architetture e modifiche dell'ambiente naturale, manufatti, resti biologici).
L'archeologia della magia mira alla ricostruzione dei rituali connessi alle pratiche magiche nelle civillà antiche, soprattutto di era precedente alla diffusione del cristianesimo, all'influsso che questi rituali avevano sulla cultura dell'epoca, e come le tracce materiali di tali pratiche possono essere state tramandate fino a noi essendo assorbite dalle culture successive (fino ai giorni nostri).
Nella prefazione di The Archaeology of Ritual and Magic, Merrifield nota che il libro è orientato verso l'archeologia di Londra e che ciò è particolarmente evidente nell'uso delle illustrazioni. Dedicò il libro alla memoria di H.S. Toms, l'ex curatore del Museo di Brighton e un tempo assistente dell'archeologo Augustus Pitt Rivers; nella sua dedica, Merrifield notò che Toms era stato il suo "primo mentore in archeologia e studi popolari".

## Storia
Lo studio delle pratiche magiche ha sempre fatto parte dell'archeologia tradizionale, in tutte le epoche pre-cristiane, avendo lasciato notevoli tracce materiali ed essendo evidente il loro influsso sulle culture antiche, fortemente pervase dall'elemento magico anche in stretta connessione con le credenze religiose. L'assenza o la carenza di fonti scritte, tuttavia, ha spesso reso estremamente complessa l'analisi e l'interpretazione delle tracce materiali a noi pervenute, soprattutto per le civiltà più antiche anche in ambito europeo.
L'archeologia della magia ha trovato la sua prima impostazione organica grazie all'archeologo inglese Ralph Merrifield, che studiò a lungo le pratiche magiche in Gran Bretagna nell'età del ferro, prima e durante l'occupazione romana, e nel 1987 pubblicò The Archaeology of Ritual and Magic primo testo interamente dedicato a questo nuovo filone dell'archeologia.
Nel testo Merrifield si soffermò sul tema del sacrificio animale e umano, e delle offerte di depositi votivi nei fiumi e in altri specchi d'acqua, e si occupò quindi dell'analisi  dei rituali relativi alla morte e alle pratiche di sepoltura. La parte forse più innovativa dell'opera di Merrifield fu lo studio delle prove archeologiche di pratiche rituali nell'Europa cristiana, evidenziando aree di continuità rituale dei primi periodi pagani, in particolare la deposizione di oggetti metallici nell'acqua. Esaminando le prove di depositi di fondazione in edifici europei che probabilmente avevano scopi magico-religiosi, osservò diversi esempi di incantesimi scritti e incantesimi che sono sopravvissuti nella documentazione archeologica.
Al momento della pubblicazione, The Archaeology of Ritual and Magic ha ricevuto recensioni prevalentemente positive in riviste accademiche peer-reviewed come Folklore e The Antiquaries Journal. Negli anni successivi, il libro è stato ampiamente citato dagli studiosi come testo influente e pionieristico nello studio dell'archeologia della magia.